# Steinbruch Bolzenbach
Das Naturschutzgebiet Steinbruch Bolzenbach liegt südwestlich der Ortslage Lindlar-Schümmerich am südlichen Stadtrand von Lindlar im Oberbergischen Kreis in Nordrhein-Westfalen..

## Beschreibung
Das 4,1 ha große Naturschutzgebiet wurde im Jahr 1993 unter der Schlüsselnummer GM-040 unter Naturschutz gestellt. Das Fachinformationssystem der Landesamtes für Natur, Umwelt und Verbraucherschutz in NRW beschreibt das Gebiet wie folgt:

„Der eigentliche Steinbruchbereich (mitteldevonische Grauwacke der Selscheider Schichten) ist umgeben von Gehölzbeständen. Den besonderen Wert des Gebietes machen die Lebensräume für gefährdete Tierarten insbesondere die Geburtshelferkröte aus, die sowohl vegetationsarme Tümpel als auch vegetationsfreie, humusarme lockere Schutt- bzw. Schotterbereiche benötigt. Das Gebiet ist von herausragender Bedeutung als Trittsteinbiotop im Biotopverbund für die regionale Amphibienfauna, Libellen und andere Tümpel bewohnende Insekten. Entwicklungsziel ist der Erhalt der typischen Steinbruchlebensräume mit ihrer angepassten Fauna und Flora. Durch ständige Bodenbewegungen im Rahmen der extensive Steinbruchnutzung werden immer wieder neue Schotter- und Rohbodenflächen als Lebensraum für die Geburtshelferkröte geschaffen.“

## Schutzziele
- Erhalt eines Steinbruches mit vegetationsfreien, humusarmen lockeren Schutt- bzw. Schotterbereichen als auch vegetationsarmen Tümpeln und

- Erhalt wertvoller Lebensräume für gefährdete Tierarten.[3]

## Tier- und Pflanzenarten
Die laut Roter Liste gefährdete Geburtshelferkröte (RL 3) wurde im Steinbruch bei Kartierungen nachgewiesen und Biotoppflegemaßnahmen eingeleitet. Für die vom Aussterben bedrohte Gelbbauchunke (RL 1S) wurde ebenfalls vegetationsfreie Kleinstgewässer angelegt. Als weitere, besonders geschützten Amphibienarten wurden noch angetroffen: Bergmolch, Grasfrosch und Teichmolch, zudem die Libellenarten: Plattbauch und Weidenjungfer.
An Pflanzenarten seien hervorgehoben: Gemeiner Froschlöffel, Breitblättriger Rohrkolben und Schilfrohr.